# Sighvatur Surtsson
Sighvatur Surtsson fue un caudillo vikingo de Islandia en el siglo XI. Su figura histórica aparece en la Saga de Laxdœla, fue lögsögumaður entre 1076 y 1083. Era hijo de Súrtur Þorsteinsson (n. 970) y nieto de Þorsteinn Ásbjörnsson, descendiente directo de Ketill Jórunsson, uno de los primeros colonos en Islandia que se asentó en Kirkjubær á Síðu.
Su madre era la hija de Flosi Þórðarson, uno de los personajes principales de la tercera parte de la saga de Njál.